# 第三間電台
《第三間電台》（英語：Radio III），為于1990年在香港亞洲電視首播的處境喜劇，由袁仁康監製，共50集。

## 劇情簡介
故事發生于當時香港尚未成立的第三間電台内，張羅詠琴（薛家燕飾）和高寳田（黎小田飾）同在電台内任職高層，但兩人向來不和。為對付琴，田安排自己的外甥高其義（陳山河飾）進入電台擔任DJ，以便讓其充當間諜來對付琴。義進入電台後，暗戀同事張嘉文（譚文潔飾）。而文對義沒有感覺，而是暗戀電台記者高其仁（江華飾）。義的另一同事關惠之（寶佩如飾）則暗戀義。錯綜複雜的愛情及人際關係，讓這間電台内上演了許多扣人心弦的故事。

## 演員表
- 薛家燕 飾 張羅詠琴
- 黎小田 飾 高寶田
- 江　華 飾 高其仁
- 陳山河 飾 高其義
- 譚文潔 飾 張嘉文
- 寶佩如 飾 關惠之
- 陳佩珊 飾 劉旭明
- 斑　斑 飾 顧影蓮
- 秦　沛 飾 陸　茵
- 蕭　亮 飾 關先生
- 吳元俊 飾 杜浚然
- 王艷娜 飾 張祖慧
- 何國裕 飾 張祖光
- 戴夢夢 飾 張祖兒
- 葉漢良 飾 張嘉榮
- 苑瓊丹 飾 紀冬玲
- 馬湘顎 飾 肥　福
- 凌文海 飾 新聞部經理
- 方　萍 飾 娥　姐
- 吳嘉文 飾 Tina
- 安德尊 飾 阿　安
- 邵傳勇 飾 阿　華
- 煒　烈 飾 許　力
- 李其鈞 飾 Angela
- 施介強 飾 康　仔
- 黃允材 飾 Tony
- 施　明 飾 Jessie
- 黎少芳 飾 高寳田母
- 梁十一 飾 風　仔
- 蔡倩如 飾 Bonnie
- 林建明 飾 Jenny
- 盧海鵬 飾 Linda
- 林　翠 飾 周　薇
- 金興賢 飾 孫國棟
- 陳喜蓮 飾 吳　太
- 關詠荷 飾 黃曉童（客串）
- 雪　梨
- 周　弘

## 花絮
本劇對薛家燕和黎小田別具意義。兩人曾在麗的電視時期合作主持綜藝節目《家燕與小田》而廣受歡迎。此劇是兩人時隔多年以後再次于熒屏上合作演出。

## 備註
1. ↑  現在被視為香港第三家電台的新城電台在本劇播映完畢後大約8個月（1991年8月12日）才開始廣播。
2. ↑   註: